# Решіткозуб береговий
Решіткозуб береговий (Cinclidotus riparius) — вид мохів порядку потіальних (Pottiales).

## Поширення
Батьківщиною є Європа й Азія.
Любить вапно і росте в річках у світлих або злегка затінених, часто і часто швидко затоплюваних місцях на скелях або стінах.

## Характеристика
пухкі газони від темно-зеленого до чорно-зеленого кольору. Рослини мають довжину приблизно до 8 сантиметрів і розгалужуються пучками з довгими бічними гілками. Листя мають язикоподібну форму з широко заокругленим кінчиком, довжиною від 2,5 до 3,5 міліметрів і шириною 0,8 міліметра, у вологому стані стоять вертикально, у сухому — злегка вигнуті. Листова жилка має ширину близько 100 мкм і тягнеться до кінчика листка або часто виступає у вигляді короткого вістря. Край листа товщиною до 5 клітин. Вид дводомний. Спорогони утворюються рідко, на бічних пагонах. Коробочкові мають довжину від 3 до 6 міліметрів, коробочки підняті над листям. Кришка коробочки конічна і приблизно вдвічі менша за довжину коробочки.

## Галерея

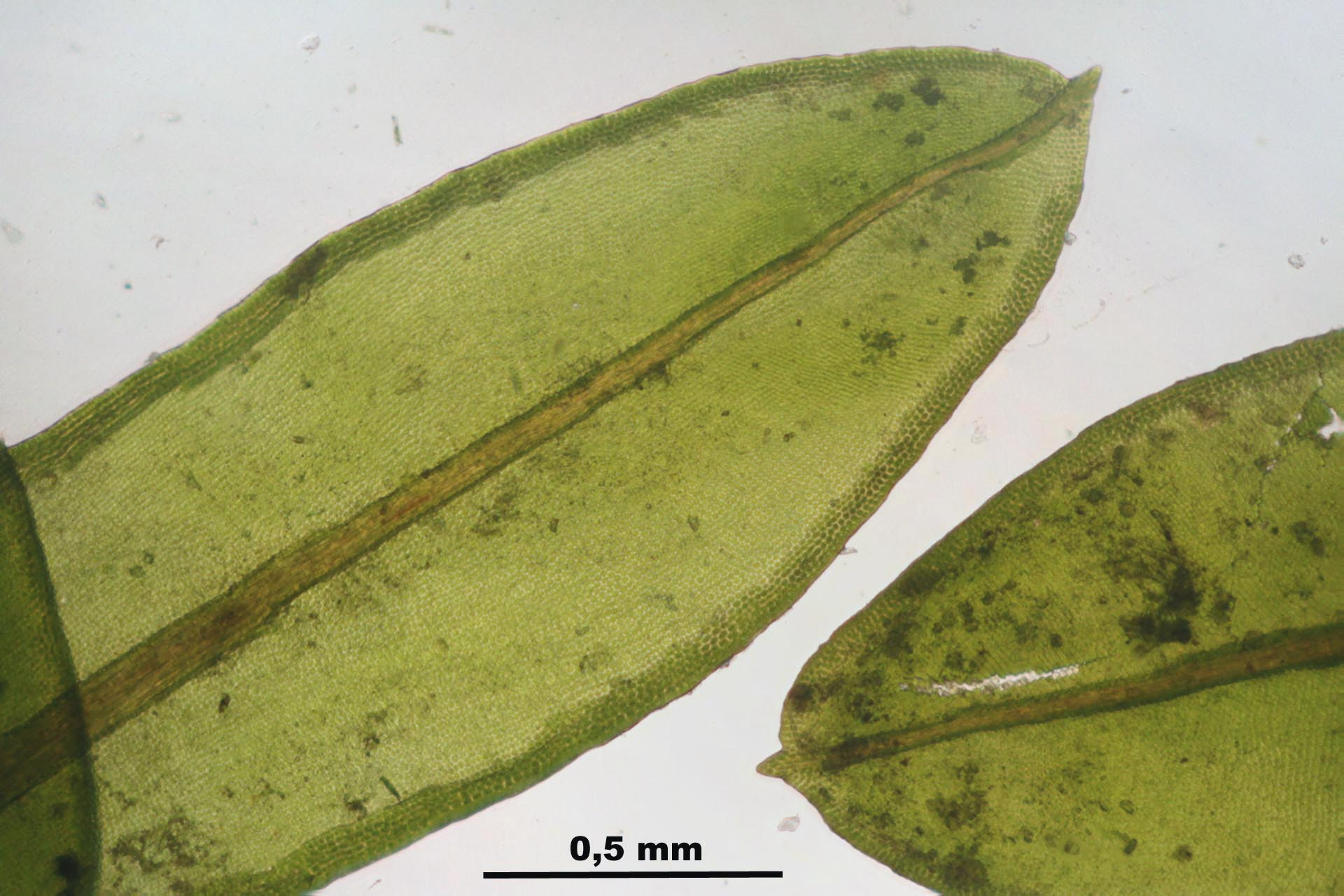
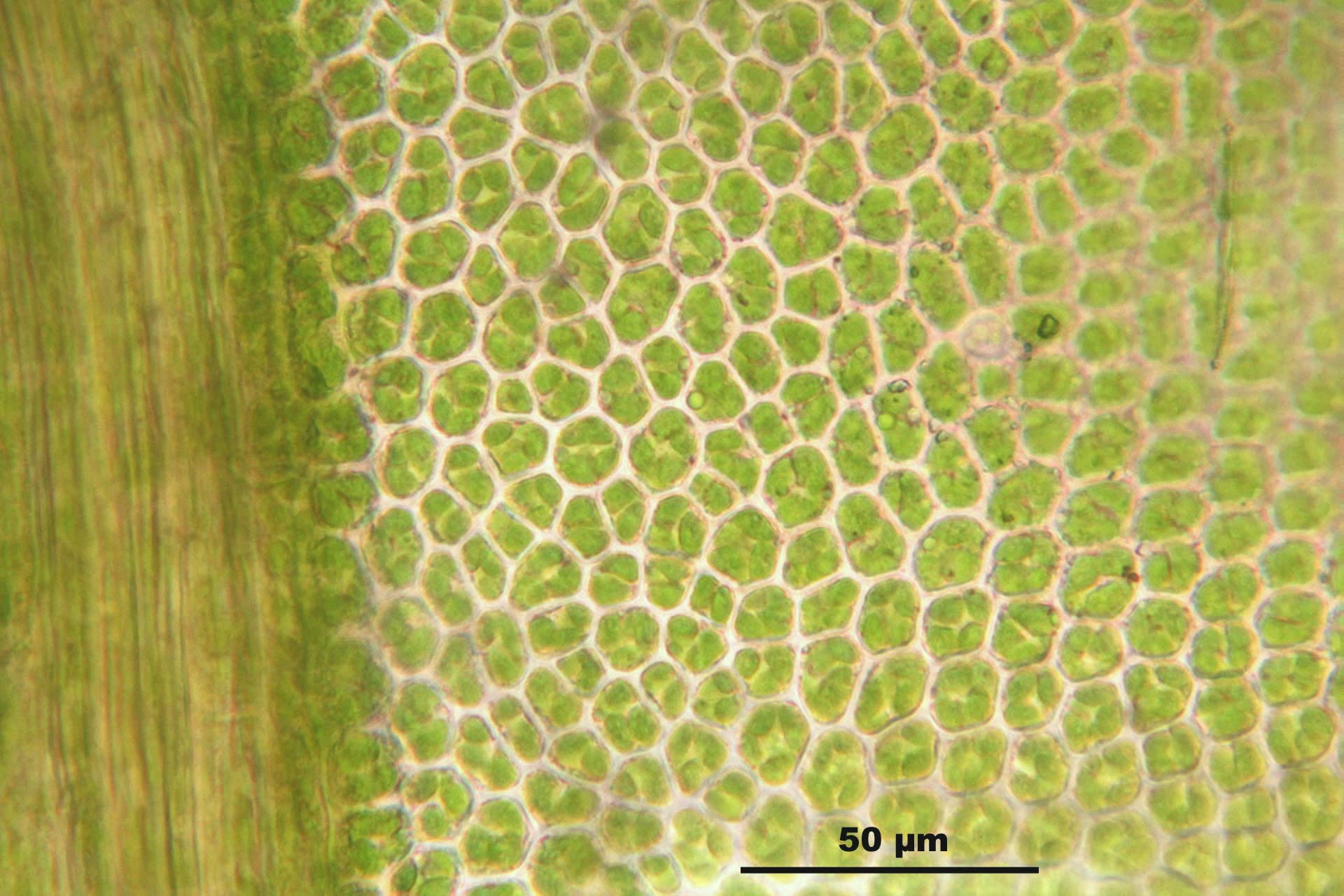